# Michał Szymański
Michał Krzysztof Szymański (ur. 31 sierpnia 1959) – polski astronom, profesor nauk fizycznych.

## Życiorys
Ukończył studia astronomiczne na Uniwersytecie Warszawskim w 1982 roku. Doktorat z astrofizyki na temat: Fotometria słabych obiektów w gęstych polach gwiazdowych obronił w 1993 roku, rozprawę habilitacyjną na temat: Metody gromadzenia, zarządzania i analizy danych fotometrycznych projektu OGLE przedstawił w 2006 roku. W latach 2016–2024 pełnił funkcję dyrektora Obserwatorium Astronomicznego Uniwersytetu Warszawskiego w Warszawie. Bierze udział w projekcie OGLE.
Jest wiceprezesem zarządu Fundacji Astronomii Polskiej im. Mikołaja Kopernika.
Przetłumaczył cztery książki popularnonaukowe z angielskiego na polski: David Levy Niebo: poradnik użytkownika, Patrick Moore Niebo przez lornetkę, Ken Croswell Łowcy planet i Ken Croswell Alchemia nieba (wspólnie z prof. Michałem Jaroszyńskim).

## Wybrane publikacje naukowe
- M.S. Oey i inni, Strong Variability in AzV 493, an Extreme Oe-type Star in the SMC, „The Astrophysical Journal”, 947, 2023, s. 27, DOI: 10.3847/1538-4357/acb690, ISSN 0004-637X.
- A. Udalski, M.K. Szymański, G. Szymański, OGLE-IV: Fourth Phase of the Optical Gravitational Lensing Experiment, „Acta Astronomica”, 65, 2015, s. 1–38, DOI: 10.48550/arXiv.1504.05966, ISSN 0001-5237.
- M.K. Szymański i inni, The Optical Gravitational Lensing Experiment. OGLE-III Photometric Maps of the Galactic Bulge Fields, „Acta Astronomica”, 61, 2011, s. 83–102, DOI: 10.48550/arXiv.1107.4008, ISSN 0001-5237.
- M.K. Szymanski, The Optical Gravitational Lensing Experiment. Internet Access to the OGLE Photometry Data Set: OGLE-II BVI maps and I-band data, „Acta Astronomica”, 55, 2005, s. 43–57, DOI: 10.48550/arXiv.astro-ph/0602018, ISSN 0001-5237.
- M. Szymanski, M. Kubiak, A. Udalski, Contact Binaries in OGLE-I Database, „Acta Astronomica”, 51, 2001, s. 259–277, DOI: 10.48550/arXiv.astro-ph/0110314, ISSN 0001-5237.
- K.Z. Stanek i inni, Modeling the Galactic Bar Using Red Clump Giants, „The Astrophysical Journal”, 477, 1997, s. 163–175, DOI: 10.1086/303702, ISSN 0004-637X.
- A. Udalski i inni, The Optical Gravitational Lensing Experiment, „Acta Astronomica”, 42, 1 października 1992, s. 253–284, ISSN 0001-5237.
- M. Szymanski, A. Udalski, Double-beam photometer systems of the Warsaw University Observatory., „Acta Astronomica”, 39, 1989, s. 1–11, ISSN 0001-5237.